# Идальготитлан
Идальготитлан (исп. Hidalgotitlán) — город в Мексике, входит в штат Веракрус, административный центр одноимённого муниципалитета. Город назван в честь основателя независимой Мексики Мигеля Идальго-и-Кастильо.